# Kunst im öffentlichen Raum in Hamburg-Hamm
Diese Liste von Kunst im öffentlichen Raum in Hamburg-Hamm enthält dauerhaft aufgestellte Kunstwerke auf dem Gebiet des Stadtteils Hamm der Freien und Hansestadt Hamburg, die sich im öffentlichen Raum befinden und von anerkannten Künstlern und Künstlerinnen geschaffen wurden. Viele dieser Kunstwerke sind durch das Programm Kunst am Bau (und dessen Folgeprogramme) gefördert oder mit öffentlichen Geldern angekauft worden, dies ist aber keine Voraussetzung für die Aufnahme. Ebenso mögen einige dieser Kunstwerke als Kulturdenkmal geschützt sein, aber auch das ist keine Voraussetzung für die Aufnahme in diese Liste.
Bauschmuck ist im Normalfall im Artikel über das Bauwerk darzustellen, und gehört nicht in diese Liste. Streetart kann Aufnahme in die Liste finden, wenn es zu dem konkreten Kunstwerk eine ausführliche Rezeption in der Kunstwissenschaft gibt und ein enzyklopädischer Artikel über die Streetart-Künstler oder -Künstlerin existiert oder vorstellbar wäre. Denkmäler, die an eine Person oder ein Ereignis erinnern, können in die Liste aufgenommen werden, wenn sie ob ihrer zumeist plastischen Gestaltung als Kunstwerk gelten können. Bei reinen Gedenktafeln ist das normalerweise nicht der Fall.
Basis der Zusammenstellung sind Datensätze der Hamburger Kulturbehörde von 2012 und 2018, eine Veröffentlichung der SAGA GWG von 2008, und verschiedene Veröffentlichungen von Kunsthistorikern zum Thema. Eine abschließende Liste von Literatur kann es nicht geben, jedoch ist für jeden Eintrag in die Liste ein konkreter Verweis auf eine amtliche Liste oder anerkannte Sekundärliteratur erforderlich.
Gestohlene oder zerstörte Kunstwerke, die ehemals in Hamburg-Hamm aufgestellt waren, sind in einer separaten Liste aufgeführt.

## Legende
- Lage: Nennt die nächstgelegene Straße und, wenn vorhanden und sinnvoll, das nächstgelegene Bauwerk (mit Hausnummer) oder das umgebende Gebiet (z. B. einen Park) und gibt nötigenfalls Hinweise zur genauen Lage. Darunter werden - wenn vorhanden - auch die Geo-Koordinaten und das Wikidata-Logo als Verweis auf das Wikidata-Objekt angegeben. Die Spalte ist nach der Adresse sortierbar.
- Künstler/in: Name des Künstlers oder der Künstlerin, die das Kunstwerk geschaffen haben, verlinkt mit dem Wikipedia-Artikel zur Person. Die Spalte ist nach dem Nachnamen sortierbar.
- Beschreibung: Kurzbeschreibung des Werks, immer zuerst: Werktitel (kursiv), dann möglichst Material, Stil, Größe, Dargestelltes, Art der Förderung
- Jahr: Jahr der Fertigstellung des Kunstwerkes, wenn unbekannt dann das Jahr der Aufstellung. Hier kann nur ein einziges Jahr angegeben werden, kein Zeitraum. Weitere zeitliche Details zur Schaffung des Kunstwerkes (von–bis) können in der Beschreibung angegeben werden.
- Quelle: Kulturbehörde, SAGA, Literatur, jeweils mit Fußnote. Diese Angabe ist für eine Aufnahme in die Liste verpflichtend.
- Bild: Bild des Kunstwerks, mit Link auf Commons-Kategorie wenn vorhanden

Hinweis: Die Grundsortierung der Liste erfolgt nach der Adresse. Die Liste ist alternativ nach Künstler, Werktitel, Datierung oder Quelle sortierbar.

## Liste
| Lage | Künstler              | Beschreibung | Jahr    | Quelle        | Bild |  |
| --- | --------------------- | --- | ------- | ------------- | --- |  |
| Beltgens Garten 25 ex-Schule Beltgens Garten, seit 2004/05 Institut für Bildungsmonitoring u. a., Kreuzbau 1.OG und 2.OG (Lage)                        | Heinz Glüsing         | Drei Wandbilder 1.OG: Der Mittag, 2. OG: Der Abend, im EG abgebaut: Der Morgen KaB                                                                      | 1959    | Kulturbehörde | Bild gesucht Die Wikipedia wünscht sich an dieser Stelle ein Bild vom Ort mit diesen Koordinaten 53.55355 10.04457 . Motiv: Beltgens Garten 25 Falls du dabei helfen möchtest, erklärt die Anleitung , wie das geht. BW                 |  |
| Burgstraße U-Bahnhof Burgstraße (Lage) | Walter Siebelist      | ohne Titel (Relief) KaB | 1966    | Kulturbehörde | |  |
| Dimpfelweg (Lage) | Gisela Engelin-Hommes | Flötenspieler Bronze | 1985    | Zabel         | |  |
| Ebelingplatz 8 Schule Gymnasium Hamm, Pausenhalle (Lage)                                                                                               | Rolf Laute            | Ohne Titel (Wandgestaltung mit 756 variablen Elementen) KaB                                                                                             | 1973-74 | Kulturbehörde | Bild gesucht Die Wikipedia wünscht sich an dieser Stelle ein Bild vom Ort mit diesen Koordinaten 53.55378 10.04625 . Motiv: Ebelingplatz 8 Falls du dabei helfen möchtest, erklärt die Anleitung , wie das geht. BW                     |  |
| Ebelingplatz 9 / Hammer Landstraße Gewerbeschule für Kraftfahrzeugtechnik (Lage)                                                                       | Jörn Pfab             | G IX - Raumentwicklung KaB | 1971-72 | Kulturbehörde | Bild gesucht Die Wikipedia wünscht sich an dieser Stelle ein Bild vom Ort mit diesen Koordinaten 53.55457 10.04839 . Motiv: Ebelingplatz 9 / Hammer Landstraße Falls du dabei helfen möchtest, erklärt die Anleitung , wie das geht. BW |  |
| Eiffestraße 654 (Lage) | Kurt Bauer            | Pavian-Gruppe Bronze | 1955    | Zabel         | |  |
| Griesstraße 101 Schule Griesstraße, Turnhalle (Lage)                                                                                                   | Harald Duwe           | Wandbild "Turner" KaB | 1956    | Kulturbehörde | Bild gesucht Die Wikipedia wünscht sich an dieser Stelle ein Bild vom Ort mit diesen Koordinaten 53.56494 10.0615 . Motiv: Griesstraße 101 Falls du dabei helfen möchtest, erklärt die Anleitung , wie das geht. BW                     |  |
| Hammer Park Eingang Hammer Steindamm (Lage) | Kurt Bauer            | Eulenbaum KaB | 1966    | Kulturbehörde | weitere Bilder |  |
| Hammer Park (Rondell) (Lage) | Paul Hamann           | Stehende Muschelkalk | 1927    | Zabel         | weitere Bilder |  |
| Hammer Steindamm 129 (ex-Kirchenpauer-Realschule, Gymnasium Hammer Steindamm) Bildungszentrum für die Hamburger Steuerverwaltung, Eingangshalle (Lage) | Karl Goris            | Künstlerischer Schmuck (Wandarbeit) KaB | 1967    | Kulturbehörde | Bild gesucht Die Wikipedia wünscht sich an dieser Stelle ein Bild vom Ort mit diesen Koordinaten 53.56172 10.05615 . Motiv: Hammer Steindamm 129 Falls du dabei helfen möchtest, erklärt die Anleitung , wie das geht. BW               |  |
| Hammer Steindamm 70 (Lage) | Otto Schainar         | Tanzende Mädchen Keramik | 1955    | Zabel         | |  |
| Hohe Landwehr 19 Schule Hohe Landwehr, Osten des Geländes (Lage)                                                                                       | Karl-Heinz Engelin    | Sitzender Mann Bronzeskulptur eines sitzenden Mannes in zurückgelehnter Haltung, Ankauf im Rahmen des Programms „Kunst am Bau“ bei Gründung der Schule. | 1961    | Kulturbehörde | weitere Bilder |  |
| Horner Weg 18 Kindertagesheim der Dreifaltigkeitsgemeinde (Lage)                                                                                       | Heinz Neumann         | Objekt/Brunnen KaB, vermutlich Direktauftrag | 1969    | Kulturbehörde | |  |
| Pröbenweg 24 Schule Pröbenweg, Schulhof (Lage) | Maria Pirwitz         | Großer Blumenbaum KaB | 1970    | Kulturbehörde | Bild gesucht Die Wikipedia wünscht sich an dieser Stelle ein Bild vom Ort mit diesen Koordinaten 53.55367 10.05041 . Motiv: Pröbenweg 24 Falls du dabei helfen möchtest, erklärt die Anleitung , wie das geht. BW                       |  |
| Sievekingdamm 7 Hamburger Turnerschaft v. 1816 (Lage)                                                                                                  | Heinz Grot            | Staffel-Lauf KaB, nicht in KB-ListenGebäude inzwischen abgerissen und durch Neubau ersetzt, Verbleib unklar.                                            | 1968    | Kulturbehörde | Bild gesucht Die Wikipedia wünscht sich an dieser Stelle ein Bild vom Ort mit diesen Koordinaten 53.5564 10.04237 . Motiv: Sievekingdamm 7 Falls du dabei helfen möchtest, erklärt die Anleitung , wie das geht. BW                     |  |
| Süderstraße Ecke Rückersweg, Freibad Aschberg, vor Eingang (Lage)                                                                                      | Werner Michaelis      | ohne Titel KaBinzwischen mit Freibad abgerissen | 1969    | Kulturbehörde | |  |
| Süderstraße 312 (Lage) | Kurt Bauer            | Bärengruppe Bronze | 1964    | Zabel         | weitere Bilder |  |
| Thörls Park nahe U-Bahnhof Burgstraße (Lage) | Wilhelm Ohm           | Große Panthea Ankauf für Kunstprogramm der IGA 63, aber als farbige Plastik, ursprünglich in den Wallanlagen, ca. 1965 transloziert                     | 1961-62 | Kulturbehörde | weitere Bilder |  |
| U-Bahnhof Hammer Kirche (Lage) | Heinz Glüsing         | ohne Titel (Glasfenster) KaB | 1965    | Kulturbehörde | |  |
| U-Bahnhof Hammer Kirche (Vorplatz) (Lage) | Franziska Seifert     | Innehalten – Stein für Hamm Sandstein | 2016?   | Abendblatt    | |  |